# Faces of Love
Faces of Love è il secondo EP della cantante sudcoreana Suzy, pubblicato il 29 gennaio 2018.

## Descrizione
Il 2 gennaio 2018, la JYP Entertainment ha annunciato che Suzy era volata a Los Angeles per girare il video musicale di Holiday, apripista del suo secondo EP, che sarebbe uscito il 29 del mese, anticipato il 22 gennaio dal video di un singolo, I'm in Love With Someone Else. Lo stesso giorno dell'uscita, Suzy ha tenuto un concerto-conferenza stampa, durante il quale ha parlato del disco ed eseguito alcune delle tracce. Il 24 febbraio è uscito un terzo video musicale, per il brano SObeR, mentre il 9 marzo Midnight è stato estratto come secondo singolo con la collaborazione di Yiruma.
Il tema centrale dell'EP è l'amore e i sentimenti che ne derivano, come felicità, gioia, nostalgia, tristezza e risentimento.

## Accoglienza
L'EP ha ricevuto 3/5 stelle da Jung Yoo-na di IZM, secondo la quale esso "cattura la voce in modo trasparente senza decorarla molto, lascia[ndo] una sensazione di conforto". Ha bocciato Midnight e Clumsy Heart trovando che "a causa di una cattiva gestione della voce, [Suzy] crolla senza fare molta impressione" e ha giudicato Sleeplessness monotona, mentre ha riscontrato nei testi di SObeR e Bxatxh la personalità della cantante.

## Tracce
1. I'm in Love With Someone Else (다른사람을 사랑하고 있어?, Dareunsaram-eul saranghago iss-eoLR) – 3:50 (testo: Armadillo – musica: Armadillo, Kwon Young-chan)
2. Holiday (feat. DPR Live) – 3:12 (testo: Jin Ri (Full8loom), DPR Live – musica: Glory Face (Full8loom), Jin Ri (Full8loom))
3. SObeR – 3:08 (testo: Suzy – musica: Andrew Choi, EJAE, Aron Kim, Isaac Han)
4. Bxatxh (나쁜X?, NappeunXLR) – 3:22 (testo: Suzy – musica: Suzy, Shim Eun-ji)
5. Midnight (잘자 내 몫까지?, Jalja morskkagiLR) – 4:15 (Night Sky)
6. Clumsy Heart (서툰 마음?, Seotun ma-eumLR) – 3:23 (testo: Jung Key – musica: Jung Key, Humbert)
7. Sleeplessness (너는 밤새도록?, Neoeun bamsaedorokLR) – 3:25 (testo: Suzy – musica: Locomotive, Jeon Ji-han)

## Classifiche
| Classifica (2018) | Posizione massima |
| ----------------- | ----------------- |
| Corea del Sud     | 6                 |